# 보조 색소

보조 색소의 일종인 크립토잔틴의 화학 구조. 잔토필은 일반적으로 산소가 하이드록실기로 나타난다.

보조 색소(補助色素, 영어: accessory pigment)는 광합성 생물에서 발견되는 빛을 흡수하는 화합물로 엽록소 a와 함께 작용한다. 보조 색소에는 녹조류와 관다발 식물(고등 식물)의 엽록소 b와 같은 다른 형태의 색소가 포함되며, 다른 조류는 엽록소 c 또는 엽록소 d를 가질 수 있다. 또한 카로티노이드나 피코빌리단백질과 같은 많은 비엽록소 보조 색소들이 있는데, 이들 보조 색소는 빛을 흡수하여 광계의 엽록소로 빛 에너지를 전달하기도 한다. 이러한 보조 색소 중 일부, 특히 카로티노이드는 과도한 빛 에너지를 흡수 및 분산시키거나 항산화제로 작용하기도 한다. 물리적으로 연결된 엽록소 및 기타 보조 색소의 큰 부류를 때때로 색소층이라고 한다.
광계와 관련된 다양한 엽록소 및 비엽록소 색소는 모두 서로 다른 흡수 스펙트럼을 가지고 있는데, 이는 서로 다른 엽록소 색소의 스펙트럼이 국소적인 단백질 환경에 의해 바뀌거나 보조 색소의 본질적인 구조적 차이 때문이다. 그 결과 생체 내에서 이러한 모든 색소의 복합 흡수 스펙트럼이 넓어지고 평탄해져서 더 넓은 범위의 가시광선 및 적외선이 식물과 조류에 의해 흡수된다. 대부분의 광합성 생물은 녹색광을 잘 흡수하지 않기 때문에 숲 속의 잎 아래나 플랑크톤이 풍부한 물 속에 남아 있는 대부분의 빛은 녹색이다. 이는 "녹색 창(green window)"이라고 불리는 스펙트럼 효과이다. 일부 남세균 및 홍조류와 같은 생물에는 녹색광을 흡수하는 보조 색소인 피코빌리단백질이 포함되어 있다.
수생 생태계에서는 길빈(gilvin)과 트립톤(tripton) (각각 용해된 유기물과 입자상 유기물)과 함께 물의 흡수 스펙트럼이 광영양 생태적 지위 분화를 결정하는 것 같다. 400~1100 nm 파장 사이의 물의 빛 흡수에서 6개의 어깨 부분은 적어도 20종의 광영양 세균 종의 집합적 흡수에 있어서 최저점에 해당한다. 또 다른 효과는 물이 낮은 파장을 흡수하는 반면 길빈과 트립톤은 높은 파장을 흡수하는 전반적인 경향 때문이다. 이것이 바로 바다가 파란색으로 보이고 다이바이닐-엽록소 a와 b를 함유한 프로클로로코쿠스속과 같은 노란색 종이 존재하는 이유이다. 피코에리트린으로 붉은색을 띠는 시네초코쿠스속은 해안에 적응하는 반면, 피코사이아닌은 남조류가 더 어두운 내륙 수역에서 번성하도록 돕는다.

## 같이 보기
- 작용 스펙트럼